# Gagea nevadensis
Gagea nevadensis är en liljeväxtart som beskrevs av Pierre Edmond Boissier. Gagea nevadensis ingår i Vårlökssläktet och i familjen liljeväxter. Inga underarter finns listade.

## Bildgalleri

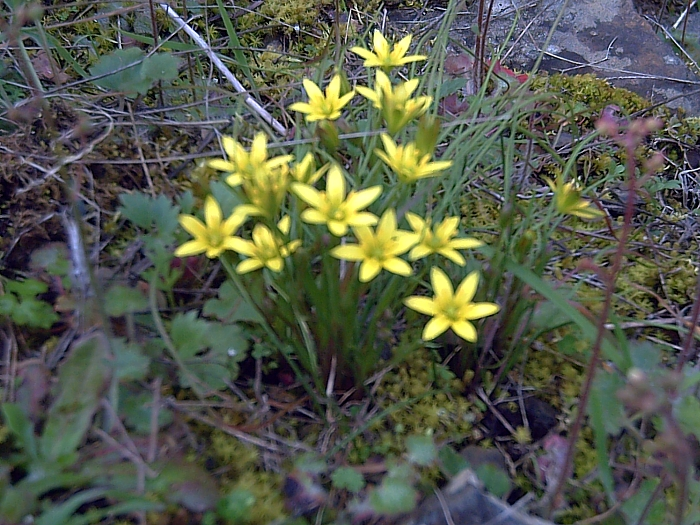